# Tiro con l'arco ai XV Giochi del Mediterraneo
Le gare di Tiro con l'arco ai XV Giochi del Mediterraneo si sono svolte dal 20 al 30 giugno 2005 ad Almería, presso lo Stadio della Gioventù Emilio Campra.

## Maschile
| Rank    | Nome                      | RR punti/Class | 1/16 | 1/8 | 1/4 | 1/2 | Finale | Finali |
| ------- | ------------------------- | -------------- | ---- | --- | --- | --- | ------ | ------ |
| Oro     | Marco Galiazzo Italia     | 641 / 3        | BYE  | 170 | 114 | 111 | 95     | (320)  |
| Argento | Romain Girouille Francia  | 636 / 4        | BYE  | 160 | 110 | 105 | 88     | (303)  |
| Bronzo  | Yoann Palermo Francia     | 626 / 8        | BYE  | 159 | 109 | 104 | 105    | (318)  |
| 4       | Matej Povz Slovenia       | 11 / 18        | 149  | 161 | 107 | 107 | 104    | (318)  |
| 5       | Ilario Di Buò Italia      | 654 / 1        | BYE  | 163 | 108 | -   | -      | -      |
| 6       | Elias Cobo Spagna         | 615 / 12       | BYE  | 162 | 104 | -   | -      | -      |
| 7       | Doğan Gürsel Turchia      | 621 / 10       | BYE  | 159 | 102 | -   | -      | -      |
| 8       | Germain Beauge Francia    | 632 / 6        | BYE  | 158 | 101 | -   | -      | -      |
| 9       | Michele Frangilli Italia  | 653 / 2        | BYE  | 160 | -   | -   | -      | -      |
| 10      | Apostolos Nanos Grecia    | 624 / 9        | BYE  | 159 | -   | -   | -      | -      |
| 11      | Tunç Küçükkayalar Turchia | 634 / 5        | BYE  | 158 | -   | -   | -      | -      |
| 12      | Matej Zupanc Slovenia     | 555 / 16       | 161  | 157 | -   | -   | -      | -      |
| 13      | Kresimir Strukelj Croazia | 627 / 7        | BYE  | 155 | -   | -   | -      | -      |
| 14      | Mehmet Darılmaz Turchia   | 610 / 14       | BYE  | 153 | -   | -   | -      | -      |
| 15      | Felipe Lopez Spagna       | 618 / 11       | BYE  | 150 | -   | -   | -      | -      |
| 16      | Andrés Gómez Spagna       | 612 / 13       | BYE  | 149 | -   | -   | -      | -      |
| 17      | Matija Zlender Slovenia   | 547 / 17       | 150  | -   | -   | -   | -      | -      |
| 18      | Josip Jakopovic Croazia   | 594 / 15       | 148  | -   | -   | -   | -      | -      |

## Femminile
| Posizione | Paese    | Atleta                    |
| --------- | -------- | ------------------------- |
|           | Spagna   | Almudena Gallardo Vicente |
|           | Italia   | Natalia Valeeva           |
|           | Turchia  | Derya Bard Sarialtin      |
| 4         | Italia   | Elena Tonetta             |
| 5         | Italia   | Pia Carmen Maria Lionetti |
| 6         | Spagna   | Beatriz Gomez Hermosilla  |
| 7         | Francia  | Berengere Schuh           |
| 8         | Grecia   | Anita-Evi Atla            |
| 9         | Francia  | Cyrielle Delamare         |
| 10        | Francia  | Sandrine Vandionant       |
| 11        | Turchia  | Zekiye Keskin Satir       |
| 12        | Slovenia | Darja Verbic              |
| 13        | Grecia   | Elpida Romantzi           |
| 14        | Turchia  | Damla Gunay               |
| 15        | Spagna   | Lara Sampero Cardona      |
| 16        | Slovenia | Dolores Cekada            |
| 17        | Slovenia | Barbara Krize             |
| 18        | Grecia   | Maria Kyrillopoulou       |

| Posizione | Paese    | Punteggio |
| --------- | -------- | --------- |
|           | Italia   | 476       |
|           | Turchia  | 457       |
|           | Slovenia | 435       |
| 4         | Grecia   | 430       |
| 5         | Francia  | 221       |
| 6         | Spagna   | 220       |